# Errno
errno – mechanizm zgłaszania błędów przez funkcje libc, a w szczególności jądra. Jeśli funkcja zakończy się błędem, sygnalizuje to zwracając zwykle -1 lub, w przypadku funkcji zwracających wskaźnik, NULL. Program powinien wtedy zajrzeć do zmiennej globalnej errno, żeby dowiedzieć się, jaki dokładnie błąd wystąpił. Jeśli funkcja zakończy się pomyślnie, zawartość errno nie jest zdefiniowana – w szczególności może tam znajdować się kod błędu niezwiązany z ostatnim wywołaniem danej funkcji. Ma to miejsce np. w przypadku, gdy funkcja foo wywoła funkcję bar, przy czym ta druga zwróci błąd, co jednak nie przeszkodzi pierwszej w pomyślnym wykonaniu. Może się też zdarzyć, że pomyślne wywołanie funkcji potencjalnie modyfikującej errno nie zmieni poprzedniej wartości tej zmiennej.
Zmienna errno jest zdefiniowana w nagłówku errno.h.
Popularne kody błędów to:
- EACCES – odmowa dostępu
- EAGAIN – zasób tymczasowo niedostępny
- EBADF – niepoprawny deskryptor plików
- EINTR – podczas wykonywania funkcji nastąpiło przerwanie
- EINVAL – błędny argument
- ENOTSUP – operacja nie jest zaimplementowana
- EPERM – operacja niedozwolona
- EPIPE – przerwany potok

Opis błędu w odpowiednim dla danego locale języku można otrzymać za pomocą funkcji:
```
char
 
*
strerror
(
int
 
errnum
);

```

Niestety nie jest ona bezpieczna w programach wielowątkowych, gdzie należy korzystać z trudniejszej w użyciu:
```
int
 
strerror_r
(
int
 
errnum
,
 
char
 
*
buf
,
 
size_t
 
n
);

```

## Przykład
```
#include
 
<stdio.h>

#include
 
<stdlib.h>

#include
 
<errno.h>

int
 
main
(
int
 
argc
,
 
char
 
**
argv
)

{

        
int
 
files
 
=
 
argc
 
-
 
1
;

        
FILE
 
*
file
;

        
char
 
*
fname
;

        
int
 
i
;

        
if
 
(
!
files
)
 
{

                
fprintf
(
stderr
,
 
"Usage: %s <files>
\n
"
,
 
argv
[
0
]);

                
return
 
1
;

        
}

        
for
 
(
i
 
=
 
1
;
 
i
 
<=
 
files
;
 
++
i
)
 
{

                
fname
 
=
 
argv
[
i
];

                
file
 
=
 
fopen
(
fname
,
 
"r"
);

                
if
 
(
file
 
==
 
NULL
)
 
{

                        
fprintf
(
stderr
,
 
"Error while trying to open '%s': %s
\n
"
,
 
fname
,
 
strerror
(
errno
));

                
}
 
else
 
{

                        
fprintf
 
(
stderr
,
 
"'%s' opened successfully
\n
"
,
 
fname
);

                        
fclose
 
(
file
);

                
}

        
}

        
return
 
0
;

}

```